# Komturei Heimbach
Die Komturei Heimbach, seltener auch Komturei Haimbach oder Closter Hambach geschrieben, ursprünglicher Name „Komturei des Ritterlichern Ordens vom Hospital des Heiligen Johannes zu Jerusalem“, zwischen den Ortsgemeinden Zeiskam und Lustadt in der Südpfalz (Rheinland-Pfalz) war eine mittelalterliche Anlage, die aus einem befestigten Klosterhof mit Kirche bestand. Reste sind kaum noch erhalten; ein Denkmal erinnert vor Ort an die einstige Bedeutung.
Die Komturei diente als sogenannte Kommende zunächst dem Johanniterorden, nach der Reformation seiner katholischen Nachfolgeorganisation, dem Malteserorden, als regionales Verwaltungszentrum. Die Einrichtung wurde in religiöser wie in wirtschaftlicher Hinsicht durch einen Komtur geleitet.

## Geographie
Die Komturei Heimbach lag auf knapp 130 m ü. NHN im Norden der Gemarkung von Zeiskam außerhalb der Wohnbebauung und westlich neben der heutigen Kreisstraße 1, die nach Freimersheim führt.
50 m südlich des Geländes fließt der Hainbach vorbei, hinter diesem verläuft parallel die Bundesstraße 272 (Landau–Schwegenheim). Das historisch auch Heimbach genannte Gewässer wurde zur Befüllung des Grabens verwendet, der die Befestigungen umgab, und war Namensgeber für die Komturei.
6 km nördlich der Komturei führte die Nordroute der Pfälzer Jakobswege vorbei, 12 km südlich die Südroute. Beide hatten ihren Ausgangspunkt am Bischofssitz in Speyer.

## Geschichte

### Gründung und Blütezeit
Heimbach war ursprünglich eine Schenkung, die Kaiser Friedrich Barbarossa 1185 dem Johanniterorden machte; erster Komtur der Einrichtung war Anselm von Weißenburg. Auch Kuno und Hugo von Zeiskam, die dem niederen Adel angehörten, wendeten der Komturei beträchtliche Ländereien zu.

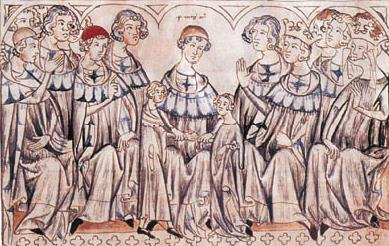
Hochzeit von Prinz Johann mit Elisabeth (1310)

Von 1306 bis 1317 war Egeno von Mußbach, ebenfalls ein Angehöriger des niederen Adels, Komtur in Heimbach. Während seiner Amtszeit wurden dort im August 1310 der 14-jährige Johann, Sohn des Kaisers Heinrich VII., und die 18-jährige Elisabeth von Böhmen miteinander bekannt gemacht, bevor sie am 1. September im 16 km entfernten Speyerer Dom miteinander verheiratet wurden. Der Bräutigam schrieb darüber später:

„Mit 14 Jahren begegnete ich im August 1310 in der Johanniter-Kommende Heimbach zu Zeiskam bei Speyer zum ersten Mal meiner wunderschönen Braut, Prinzessin Elisabeth von Böhmen. Fünf Tage lang hielt mein Vater hier Hof, um die Hochzeit seines Sohnes zu feiern. Die nachfolgende glanzvolle Vermählung im Kaiserdom zu Speyer war der Vollzug seiner politischen Weitsicht.“

Um 1350, als die Komturei Heimbach in wirtschaftliche Not geraten war, berieten dort fünf Komturen deutscher Johanniter-Niederlassungen über notwendige Verkäufe von Ländereien. Die beschlossenen Maßnahmen hatten Erfolg, wie aus Aufzeichnungen ab 1409 hervorgeht; diese berichten über neuerliche Zukäufe.
Beim Heimbacher Vergleich von 1382 sicherte sich die Ballei Brandenburg gegenüber dem deutschen Großpriorat des Ordens bedeutsame Autonomierechte. Die Abmachung stellte einen wichtigen Einschnitt in der Geschichte des Johanniterordens dar und erleichterte 1538 im Gefolge der Reformation die Aufteilung in einen katholischen Zweig, der sich Malteserorden nannte, und einen protestantischen, der weiterhin den Namen Johanniterorden führte.
1483 wurde Johann von Hattstein, der ab 1512 auch als deutscher Johanniter-Großprior fungierte, Komtur von Heimbach. Sein Neffe Marquard war von 1560 bis 1581 Fürstbischof von Speyer.

### Niedergang und Zerstörung
Die viereckige Anlage in Randhausbebauung mit dem zentral gelegenen Gotteshaus existiert nicht mehr. 1525 im Bauernkrieg wurde die Komturei Heimbach von aufrührerischen Bauern des Nußdorfer Haufens, der sich im nahen Nußdorf (heute Landau-Nußdorf) formiert hatte, angezündet und geplündert, jedoch unter Komtur und Großprior Johann von Hattstein wieder aufgebaut. Er starb 1546 in Speyer und wurde, laut seinem in Heitersheim erhaltenen Grabstein, in der Heimbacher Kirche beigesetzt.
Im Dreißigjährigen Krieg plünderte und zerstörte man um 1622 die renovierte Heimbacher Komturei samt Kirche erneut. 1724 stiftete Großprior Goswin Otto von Merveldt einen neuen Hochaltar für die nochmals zum Gottesdienst hergestellte Kirche. Die Ordensniederlassung wurde 1794/95 durch französische Revolutionstruppen endgültig zerstört und nicht mehr aufgebaut.

## Untergliederung

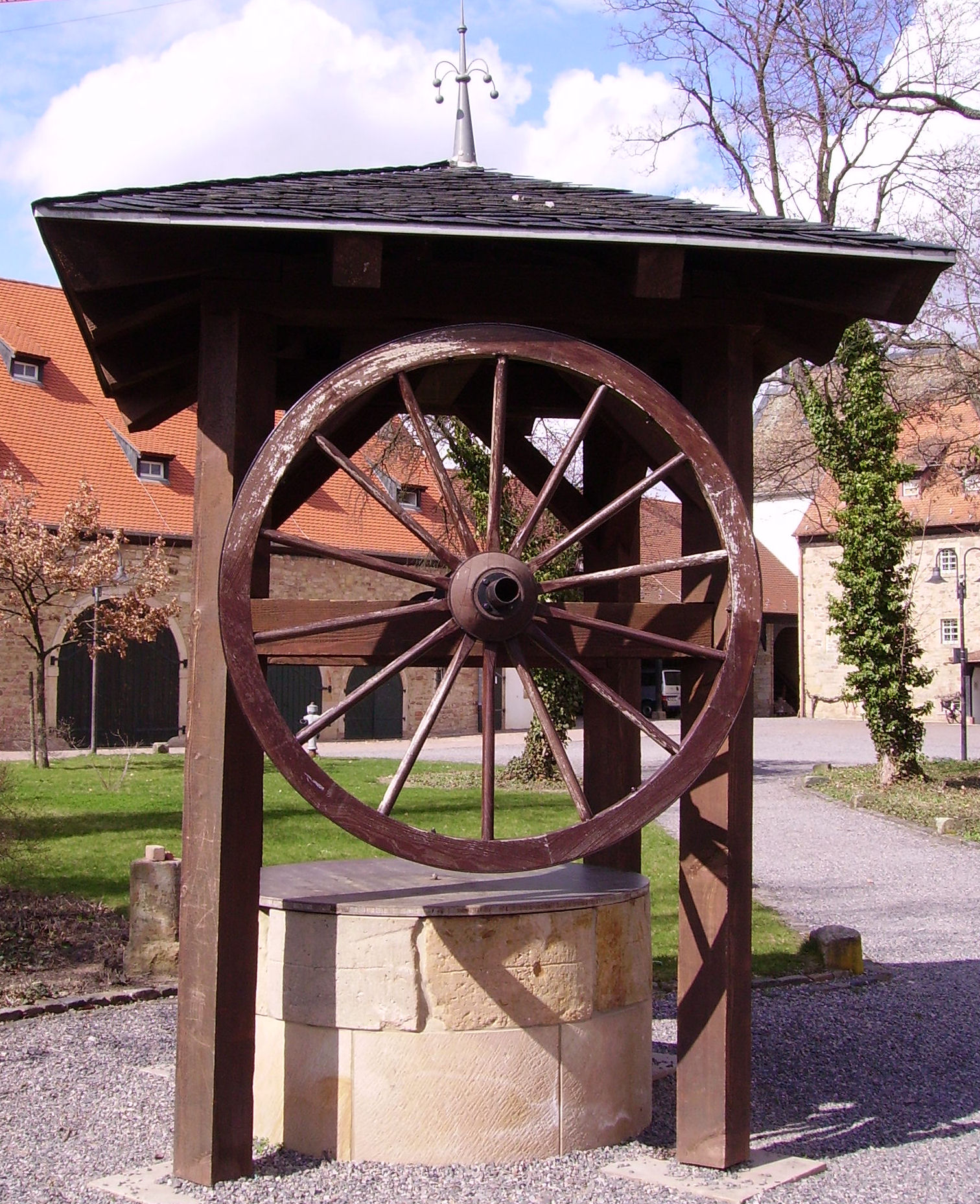
Mittelalterlicher Brunnen im Herrenhof Mußbach

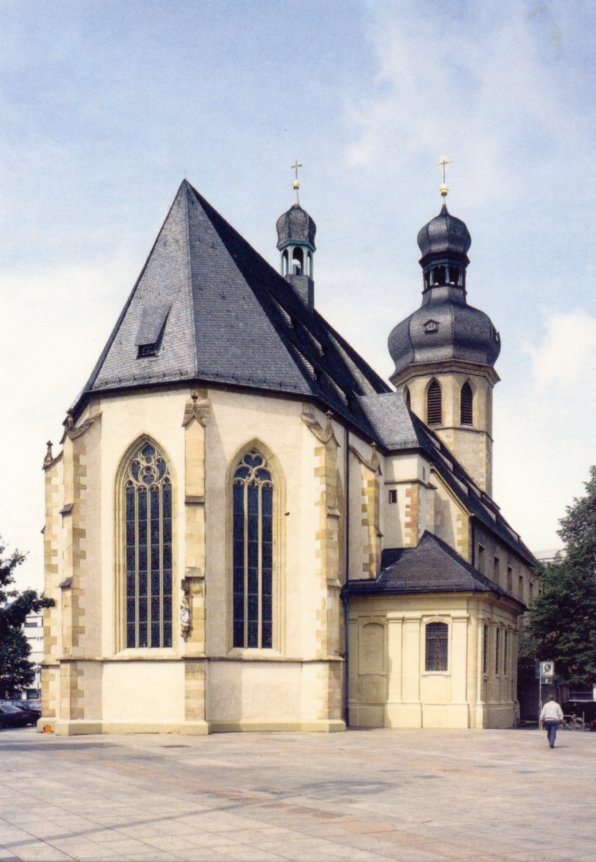
Stadtkirche Bruchsal

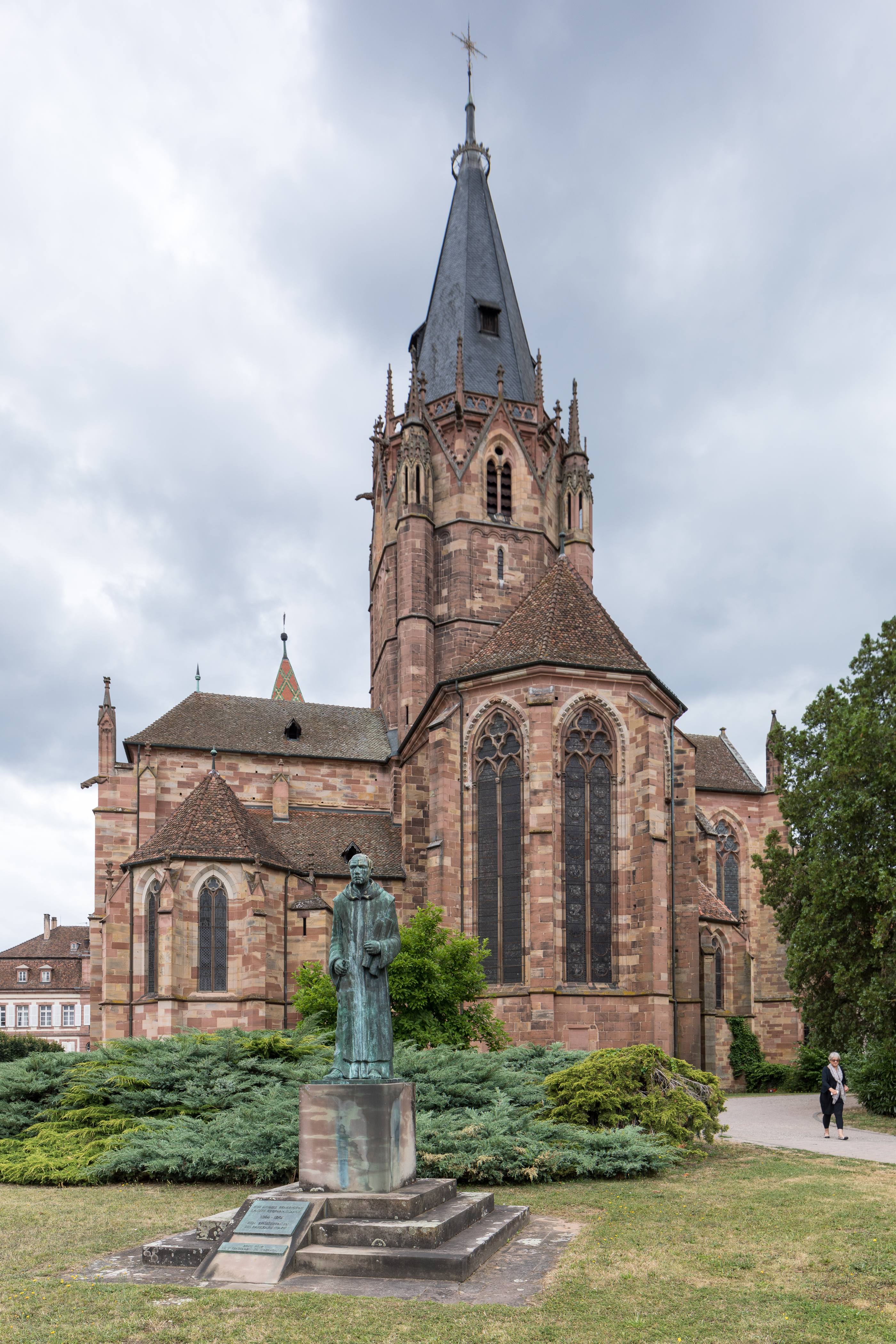
Stiftskirche in Weißenburg

Zur Komturei Heimbach gehörten vier Unterkomtureien, die lateinisch Membra (Mehrzahl von Membrum, Mitglied) genannt wurden. Sie waren ansässig in Mußbach (heute Ortsteil von Neustadt an der Weinstraße), Speyer, Bruchsal und Weißenburg. Alle vier lagen räumlich, jedoch nicht landesherrlich innerhalb der Kurpfalz bzw. des Hochstifts Speyer, die sich damals beiderseits des Rheins erstreckten. Heute gehören Mußbach und Speyer zur gänzlich linksrheinisch gelegenen Pfalz, Bruchsal zum rechtsrheinischen Nordbaden und Weißenburg als Wissembourg zum französischen Elsass. In einem Umkreis von etwa 30 km um Heimbach steuerten die Membra die kleineren Klosterbauernhöfe ihrer Umgebung, die sich mit Landwirtschaft, speziell mit Weinbau, beschäftigten. Von den Membra blieben zwei erhalten; das in Speyer hat zu geringen Teilen, das in Mußbach hat als Herrenhof fast vollständig überdauert.

### Membrum Speyer
Das Membrum Speyer lag im heutigen Johannitergässchen. Dort unterhielt der Johanniterorden bereits Ende des 12. Jahrhunderts, etwa um 1183/89, ein Hofgut mit Kapelle. Im Archiv der Stadt Speyer sind Akten erhalten, nach denen der Ordenshof den Bürgermeister und den Rat der Stadt auf Zahlung von 5000 Gulden verklagte.

### Membrum Bruchsal
Die erste urkundliche Erwähnung eines Hauses in Bruchsal im Besitz der Johanniter findet sich im Jahr 1272. Die Ordensbrüder nahmen 1287 mit der Übertragung eines Hofguts, dessen Ländereien bei Durlach und Grötzingen lagen, eine bedeutende Schenkung entgegen. Das Membrum Bruchsal wurde wohl schon bald der Kommende Heimbach unterstellt, auch wenn die Zugehörigkeit erst für 1426 belegt ist. Zunächst nahm es eine günstige Entwicklung, geriet jedoch bereits im 14. Jahrhundert, möglicherweise im Gefolge des Heimbacher Vergleichs von 1382, in finanzielle Bedrängnis. Deshalb erwarb der Stadtherr von Bruchsal, der Bischof von Speyer (zu dieser Zeit Nikolaus von Wiesbaden), einen Teil der Güter des Ordens. 1475 übertrug der Heimbacher Komtur mit Zustimmung des deutschen Provinzialkapitels das Membrum Bruchsal zur sogenannten Arrendatio, also zur Verwaltung auf Lebenszeit, dem Ordenskaplan Johann Descheler. Dieser hatte dafür jährlich 100 Gulden und ein Fuder Rotwein zu entrichten.
Die Gebäude des Membrums wurden 1640 im Dreißigjährigen Krieg zerstört. Der Orden konnte erst 1653 nach längeren Streitigkeiten, vor allem mit dem Speyerer Bischof und Trierer Erzbischof Philipp von Sötern, seinen Sitz in einem zu Lehen gegebenen Gebäude in der Nähe der Stadtkirche nehmen.

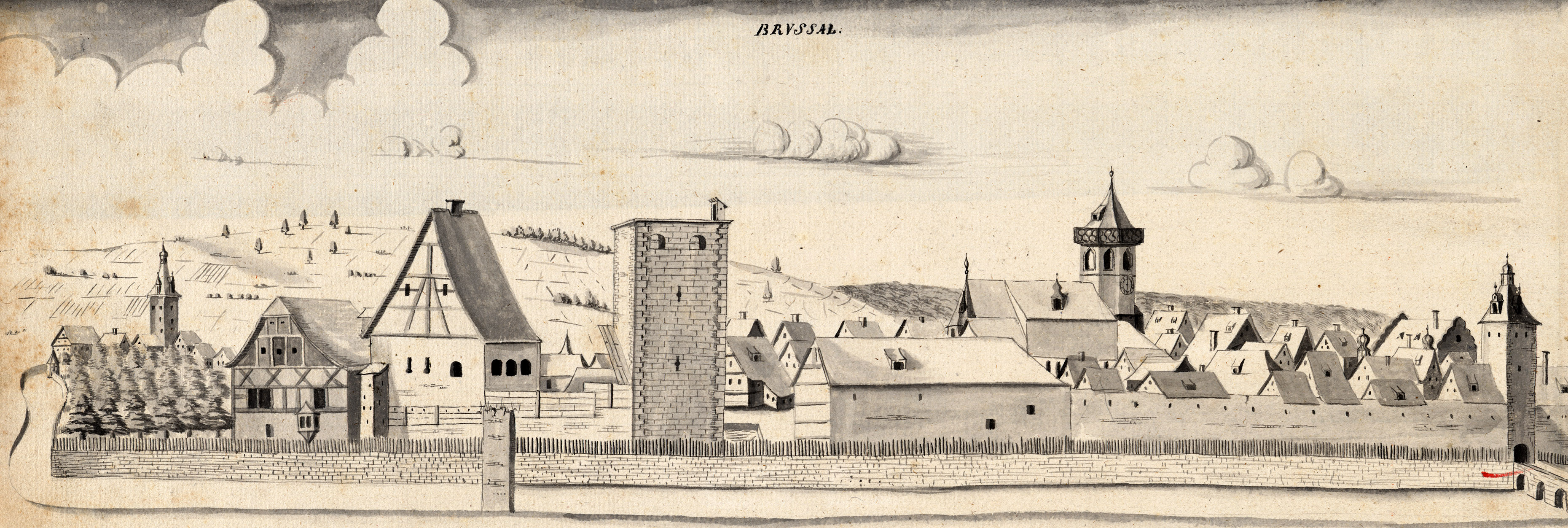
Bruchsal 1689

Seit 1648 firmierte das Bruchsaler Ordenshaus zusammen mit Weißenburg, das ebenfalls Membrum von Heimbach gewesen war, als Kommende Bruchsal-Weißenburg. Während der Ordensbesitz in Weißenburg 1794 im Verlauf der Französischen Revolution verloren ging, nahm das Kurfürstentum Baden nach dem Preßburger Frieden 1805 provisorisch von der Bruchsaler Niederlassung Besitz, gestattete aber dem Komtur Adam Reich von Reichenstein zunächst noch die Nutzung gegen eine jährliche Pachtsumme von 2000 Gulden. Obwohl der Pachtvertrag bis zum Jahr 1813 abgeschlossen war, übernahm die badische Regierung den gesamten Güterkomplex zum 1. Januar 1809 und verkaufte ihn vier Jahre später für 78.688 Gulden. Der Grundbesitz belief sich auf 330 Morgen. Dem ehemaligen Komtur wurde eine jährliche Pension von 1600 Gulden bewilligt, die später gekürzt wurde. Reichenstein verstarb verarmt am 21. November 1821. 
Das eigentliche Ordenshaus befand sich vor der damaligen Stadtmauer Bruchsals an der Straße nach Bretten; die zugehörige Kapelle hatte keine Pfarrrechte. Weitere Gebäude lagen innerhalb der Stadt. Von allen Bauten einschließlich der Kapelle haben sich keine Reste erhalten. Nur die Johanniterstraße und die Bezeichnung An der Komturei erinnern noch an die einstige Anwesenheit des Ordens.

## Ausgrabungen

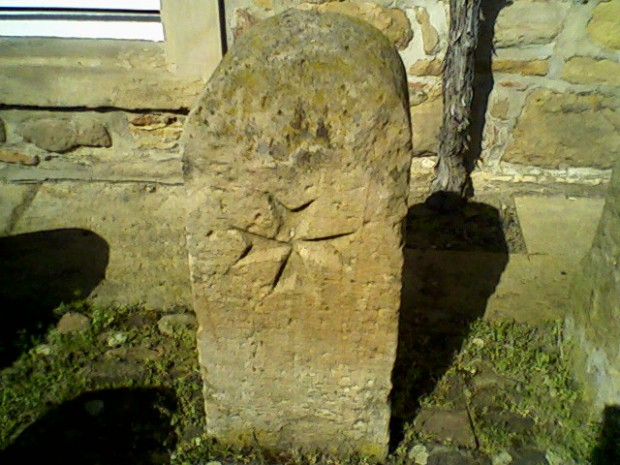
Grenzstein der Komturei Heimbach

Bei archäologischen Grabungen, die 2010 von der Generaldirektion Kulturelles Erbe Rheinland-Pfalz, Denkmalamt Speyer, bei Zeiskam durchgeführt wurden, konnte in 1,5 m Tiefe der Boden der ehemaligen Klosterkirche lokalisiert und damit auch deren genauer Standort bestimmt werden. Die Gemeinde Zeiskam hat an dieser Stelle ein Denkmal errichtet. Es besteht aus einem gotischen Bogen aus Sandstein, der eine Höhe von 4 und eine Spannweite von 3,5 m besitzt. Das Denkmal wurde im Frühjahr 2011 eingeweiht, weil sich zu dieser Zeit die Feierlichkeiten in der Komturei und die Hochzeit von Johann und Elisabeth von Böhmen in Speyer zum 700. Male jährten.
Ein Grenzstein, der von der Komturei Heimbach stammt, steht heute im Herrenhof zu Mußbach. Er zeigt das Johanniterkreuz, dessen acht Spitzen auf die acht Seligpreisungen der Bergpredigt im Evangelium nach Matthäus 5,3–12  hinweisen, während die vier Balken die Kardinaltugenden Gerechtigkeit, Tapferkeit, Weisheit und Mäßigung bedeuten.

## Gedenkveranstaltungen
- Das Eselshautfest in Mußbach findet seit den 1970er Jahren jeden Sommer im historischen Herrenhof statt und nimmt Bezug auf die geschichtliche Vergangenheit des Hofes.

- Am 4. September 2010 wurde in Zeiskam und am Folgetag in Speyer die Hochzeit von König Johann mit Elisabeth von Böhmen nacherzählt und nachgespielt.